# 7e étape du Tour d'Espagne 2011
La 7e étape du Tour d'Espagne 2011 s'est déroulée le vendredi 26 août 2011. Almadén est la ville de départ et Talavera de la Reina est la ville d'arrivée. Il s'agit d'une étape de plaine sur 185 kilomètres.
C'est l'Allemand Marcel Kittel (Skil-Shimano) qui gagne l'étape, devançant ainsi le Slovaque Peter Sagan (Liquigas-Cannondale) et l'Espagnol Óscar Freire (Rabobank). Le Français Sylvain Chavanel conserve son maillot rouge de leader pour la quatrième journée consécutive. Une centaine de mètres avant la ligne d'arrivée, une importante chute, due à une collision entre les coureurs polonais Michał Gołaś et américain Tyler Farrar, implique notamment Joaquim Rodríguez et Michele Scarponi. 

## Profil de l'étape
C'est la cinquième fois que la ville de Talavera de la Reina, dans la province de Tolède, accueille une arrivée du Tour d'Espagne. Aucun col ne comptant pour le classement de la montagne n'est à signaler, bien que cette épreuve très exigeante se déroule dans le Système central, dans la vallée du Tage.

## Classement de l'étape
|    | Coureur             | Pays      | Équipe              | Temps | Temps           |
| -- | ------------------- | --------- | ------------------- | ----- | --------------- |
| 1  | Marcel Kittel       | Allemagne | Skil-Shimano        | en    | 4 h 47 min 59 s |
| 2  | Peter Sagan         | Slovaquie | Liquigas-Cannondale | +     | 0 s             |
| 3  | Óscar Freire        | Espagne   | Rabobank            |       | 0 s             |
| 4  | Daniele Bennati     | Italie    | Team Leopard-Trek   |       | 0 s             |
| 5  | Lloyd Mondory       | France    | AG2R La Mondiale    |       | 0 s             |
| 6  | Juan José Haedo     | Argentine | Saxo Bank-SunGard   |       | 0 s             |
| 7  | Tom Veelers         | Pays-Bas  | Skil-Shimano        |       | 0 s             |
| 8  | Alessandro Petacchi | Italie    | Lampre-ISD          |       | 0 s             |
| 9  | Enrico Gasparotto   | Italie    | Astana              |       | 0 s             |
| 10 | Leigh Howard        | Australie | Team HTC-Highroad   |       | 0 s             |

## Classement général
|    | Coureur               | Pays     | Équipe              |    | Temps            |
| -- | --------------------- | -------- | ------------------- | -- | ---------------- |
| 1  | Sylvain Chavanel      | France   | Quick Step          | en | 27 h 29 min 12 s |
| 2  | Daniel Moreno         | Espagne  | Team Katusha        | +  | 15 s             |
| 3  | Vincenzo Nibali       | Italie   | Liquigas-Cannondale |    | 16 s             |
| 4  | Joaquim Rodríguez     | Espagne  | Team Katusha        |    | 23 s             |
| 5  | Jakob Fuglsang        | Danemark | Team Leopard-Trek   |    | 25 s             |
| 6  | Fredrik Kessiakoff    | Suède    | Astana              |    | 41 s             |
| 7  | Maxime Monfort        | Belgique | Team Leopard-Trek   |    | 44 s             |
| 8  | Jurgen Van den Broeck | Belgique | Omega Pharma-Lotto  |    | 49 s             |
| 9  | Sergio Pardilla       | Espagne  | Movistar            |    | 49 s             |
| 10 | Marzio Bruseghin      | Italie   | Movistar            |    | 52 s             |

## Classements annexes

### Classement par points
|   | Cycliste          | Pays      | Équipe              | Points |
| - | ----------------- | --------- | ------------------- | ------ |
| 1 | Peter Sagan       | Slovaquie | Liquigas-Cannondale | 50     |
| 2 | Joaquim Rodríguez | Espagne   | Team Katusha        | 48     |
| 3 | Pablo Lastras     | Espagne   | Movistar            | 48     |

### Classement du meilleur grimpeur
|   | Cycliste             | Pays     | Équipe            | Points |
| - | -------------------- | -------- | ----------------- | ------ |
| 1 | Daniel Moreno        | Espagne  | Team Katusha      | 20     |
| 2 | Chris Anker Sørensen | Danemark | Saxo Bank-SunGard | 15     |
| 3 | Koen de Kort         | Pays-Bas | Skil-Shimano      | 13     |

### Classement du combiné
|   | Cycliste          | Pays    | Équipe       | Points |
| - | ----------------- | ------- | ------------ | ------ |
| 1 | Daniel Moreno     | Espagne | Team Katusha | 7      |
| 2 | Joaquim Rodríguez | Espagne | Team Katusha | 12     |
| 3 | Sylvain Chavanel  | France  | Quick Step   | 21     |

### Classement par équipes
|   | Équipe          | Pays       | Temps | Temps           |
| - | --------------- | ---------- | ----- | --------------- |
| 1 | Team RadioShack | États-Unis | en    | 81 h 56 min 6 s |
| 2 | Rabobank        | Pays-Bas   | +     | 47 s            |
| 3 | Team Katusha    | Russie     |       | 2 min 22 s      |